# Persone di nome Neil
| Questa pagina contiene informazioni ricavate automaticamente dalle voci biografiche con l'ausilio del template Bio e di un bot. L'aggiornamento è periodico e automatico e ricostruisce completamente la pagina. Se manca una persona in questa lista, sei pregato di non aggiungerla, ma accertati piuttosto che la sua voce biografica contenga il template Bio e che i dati anagrafici siano correttamente compilati. Se il template Bio manca, inseriscilo tu stesso o, in alternativa, metti l'avviso {{tmp\|Bio}} che ne segnala la mancanza. Se i dati riportati sono sbagliati, correggi direttamente la voce biografica; le modifiche saranno visibili in questa lista entro pochi giorni. Per chiarimenti vedi il progetto antroponimi. La lista contiene solo le 152 persone che sono citate nell'enciclopedia e per le quali è stato implementato correttamente il template Bio. Pagina aggiornata al 16 ott 2024. |

Questa è una lista di persone presenti nell'enciclopedia che hanno il prenome Neil, suddivise per attività principale.

## Allenatori di calcio(12)
- Neil Aspin, allenatore di calcio e ex calciatore inglese (Gateshead, n. 1965)
- Neil Banfield, allenatore di calcio e ex calciatore inglese (Londra, n. 1962)
- Neil Cox, allenatore di calcio e ex calciatore britannico (Scunthorpe, n. 1971)
- Neil Danns, allenatore di calcio e ex calciatore inglese (Liverpool, n. 1982)
- Neil Harris, allenatore di calcio e ex calciatore inglese (Orsett, n. 1977)
- Neil Lennon, allenatore di calcio e ex calciatore nordirlandese (Lurgan, n. 1971)
- Neil Price, allenatore di calcio e ex calciatore inglese (Hemel Hempstead, n. 1964)
- Neil Redfearn, allenatore di calcio e ex calciatore inglese (Dewsbury, n. 1965)
- Neil Taylor, allenatore di calcio e ex calciatore gallese (St Asaph, n. 1989)
- Neil Thompson, allenatore di calcio e ex calciatore inglese (Beverley, n. 1963)
- Neil Warnock, allenatore di calcio e ex calciatore inglese (Sheffield, n. 1948)
- Neil Webb, allenatore di calcio e ex calciatore inglese (Reading, n. 1963)

## Arbitri di calcio(1)
- Neil Doyle, arbitro di calcio irlandese (Dundrum, n. 1978)

## Archeologi(1)
- Neil Price, archeologo e antropologo inglese (Londra, n. 1965)

## Artisti(1)
- Neil Harbisson, artista e filosofo britannico (Mataró, n. 1984)

## Astrofisici(1)
- Neil deGrasse Tyson, astrofisico e divulgatore scientifico statunitense (New York, n. 1958)

## Astronauti(1)
- Neil Armstrong, astronauta e aviatore statunitense (Wapakoneta, n. 1930 - Cincinnati, † 2012)

## Astronomi(1)
- Neil F. Comins, astronomo e saggista statunitense (New York, n. 1951)

## Atleti paralimpici(1)
- Neil Fuller, atleta paralimpico australiano (Shoreham-by-Sea, n. 1969)

## Attori(13)
- Neil Casey, attore, scrittore e comico statunitense (Wilmington, Delaware, n. 1981)
- Neil Connery, attore britannico (Edimburgo, n. 1938 - Edimburgo, † 2021)
- Neil Flynn, attore statunitense (Chicago, n. 1960)
- Neil Giuntoli, attore statunitense (Chicago, n. 1959)
- Neil Grayston, attore canadese (New Westminster, n. 1981)
- Neil Hamilton, attore statunitense (Lynn, n. 1899 - Escondido, † 1984)
- Neil Patrick Harris, attore, comico e cantante statunitense (Albuquerque, n. 1973)
- Neil Hopkins, attore statunitense (Trenton, n. 1977)
- Neil Jackson, attore e scrittore britannico (Luton, n. 1976)
- Neil Maskell, attore, scrittore e regista britannico (Londra, n. 1976)
- Neil McCarthy, attore britannico (Lincoln, n. 1932 - Fordingbridge, † 1985)
- Neil Pearson, attore inglese (Londra, n. 1959)
- Neil Summers, attore e stuntman britannico (Londra, n. 1944)

## Autori di videogiochi(1)
- Neil Druckmann, autore di videogiochi e regista israeliano (Tel Aviv, n. 1978)

## Bassisti(1)
- Neil Smith, bassista australiano (Australia, n. 1953 - Sydney, † 2013)

## Batteristi(2)
- Neil Peart, batterista, paroliere e scrittore canadese (Hamilton, n. 1952 - Santa Monica, † 2020)
- Neil Primrose, batterista scozzese (Cumbernauld, n. 1972)

## Calciatori(33)
- Neil Adams, ex calciatore e allenatore di calcio inglese (Stoke-on-Trent, n. 1965)
- Neil Alexander, ex calciatore scozzese (Edimburgo, n. 1978)
- Neil Benjamin, calciatore trinidadiano (Couva, n. 1994)
- Neil Clement, ex calciatore inglese (Reading, n. 1978)
- Neil Cohen, ex calciatore statunitense (Dallas, n. 1955)
- Neil Covone, ex calciatore statunitense (Hialeah, n. 1969)
- Neil El Aynaoui, calciatore marocchino (Nancy, n. 2001)
- Neil Emblen, ex calciatore e allenatore di calcio inglese (Bromley, n. 1971)
- Neil Etheridge, calciatore inglese (Londra, n. 1990)
- Neil Firm, ex calciatore inglese (Bradford, n. 1958)
- Neil Franklin, calciatore inglese (Shelton, n. 1922 - Stoke-on-Trent, † 1996)
- Neil Gibson, calciatore scozzese (Larkhall, n. 1873 - † 1947)
- Neil Hans, ex calciatore papuano (n. 1988)
- Neil Harvey, ex calciatore barbadiano (Londra, n. 1983)
- Nigel Henry, ex calciatore trinidadiano (Carenage, n. 1976)
- Shaka Hislop, ex calciatore trinidadiano (Hackney, n. 1969)
- Neil Jones, ex calciatore neozelandese (North Shore City, n. 1982)
- Neil Kilkenny, calciatore inglese (Enfield, n. 1985)
- Neil Langman, calciatore inglese (Tavistock, n. 1932 - Devon, † 2021)
- Neil MacLeod, ex calciatore inglese (n. 1953)
- Neil Martin, ex calciatore scozzese (Tranent, n. 1940)
- Neil McCafferty, calciatore irlandese (Derry, n. 1984)
- Neil McCann, ex calciatore scozzese (Greenock, n. 1974)
- Neil Mochan, calciatore scozzese (Carron, n. 1927 - † 1994)
- Neil Pointon, ex calciatore inglese (Mansfield, n. 1964)
- Neil Roberts, ex calciatore gallese (Wrexham, n. 1978)
- Neil Ruddock, ex calciatore inglese (Wandsworth, n. 1968)
- Neil Simpson, ex calciatore scozzese (Londra, n. 1961)
- Neil Sullivan, ex calciatore scozzese (Londra, n. 1970)
- Neil Tarrant, ex calciatore scozzese (Darlington, n. 1979)
- Neil Tovey, ex calciatore e allenatore di calcio sudafricano (Pretoria, n. 1962)
- Neil Winstanley, ex calciatore sudafricano (Johannesburg, n. 1976)
- Neil Young, calciatore inglese (Fallowfield, n. 1944 - Manchester, † 2011)

## Cantanti(3)
- Neil Innes, cantante, attore e polistrumentista britannico (Danbury, n. 1944 - Tolosa, † 2019)
- Genesis P-Orridge, cantante e musicista britannico (Manchester, n. 1950 - New York, † 2020)
- Neil Turbin, cantante statunitense (New York, n. 1963)

## Cantautori(5)
- Neil Diamond, cantautore e compositore statunitense (New York, n. 1941)
- Neil Halstead, cantautore inglese (Luton, n. 1970)
- Neil Sedaka, cantautore, compositore e produttore discografico statunitense (New York, n. 1939)
- Neil Tennant, cantautore britannico (North Shields, n. 1954)
- Neil Young, cantautore e chitarrista canadese (Toronto, n. 1945)

## Cestisti(4)
- Neil Fingleton, cestista e attore britannico (Durham, n. 1980 - Durham, † 2017)
- Neil Johnson, ex cestista statunitense (Jackson, n. 1943)
- Neil Stephens, ex cestista neozelandese (Derby, n. 1964)
- Neil Turner, cestista statunitense (San Francisco, n. 1928 - Greenbrae, † 2019)

## Chimici(2)
- Neil Kensington Adam, chimico inglese (Cambridge, n. 1891 - Southampton, † 1973)
- Neil Bartlett, chimico britannico (Newcastle upon Tyne, n. 1932 - Walnut Creek, † 2008)

## Chitarristi(3)
- Neil Boshart, chitarrista canadese (Burnaby)
- Neil Carter, chitarrista britannico (Harrietsham, n. 1958)
- Neil Zaza, chitarrista statunitense (Northfield Center, n. 1964)

## Conduttori televisivi(1)
- Neil Buchanan, conduttore televisivo e chitarrista britannico (Aintree, n. 1956)

## Crickettisti(1)
- Neil Doak, crickettista, rugbista a 15 e allenatore di rugby a 15 irlandese (Lisburn, n. 1972)

## Dirigenti d'azienda(1)
- Neil Aspinall, manager e produttore discografico britannico (Prestatyn, n. 1941 - New York, † 2008)

## Dirigenti sportivi(1)
- Neil Stephens, dirigente sportivo e ex ciclista su strada australiano (Canberra, n. 1963)

## Disegnatori(1)
- Neil Swaab, disegnatore, fumettista e scrittore statunitense (Detroit, n. 1978)

## Doppiatori(1)
- Neil Ross, doppiatore statunitense (Londra, n. 1944)

## Fisici(2)
- Neil Gershenfeld, fisico e informatico statunitense (n. 1959)
- Neil Turok, fisico sudafricano (Johannesburg, n. 1958)

## Fotografi(1)
- Neil Leifer, fotografo statunitense (New York, n. 1942)

## Fotoreporter(1)
- Neil Davis, fotoreporter australiano (Hobart, n. 1934 - Bangkok, † 1985)

## Generali(1)
- Neil Ritchie, generale inglese (n. 1897 - † 1983)

## Giocatori di baseball(1)
- Neil Walker, ex giocatore di baseball statunitense (Pittsburgh, n. 1985)

## Giocatori di curling(1)
- Neil Houston, giocatore di curling canadese (Calgary, n. 1957)

## Giocatori di football americano(4)
- Neil Farrell Jr., giocatore di football americano statunitense (Mobile, n. 1998)
- Neil Lomax, ex giocatore di football americano statunitense (Portland, n. 1959)
- Neil O'Donnell, ex giocatore di football americano statunitense (Morristown, n. 1966)
- Neil Smith, ex giocatore di football americano statunitense (New Orleans, n. 1966)

## Giocatori di snooker(1)
- Neil Robertson, giocatore di snooker australiano (Melbourne, n. 1982)

## Giornalisti(1)
- Neil Strauss, giornalista e scrittore statunitense (Chicago, n. 1969)

## Giuristi(1)
- Neil Gorsuch, giurista statunitense (Denver, n. 1967)

## Hockeisti su ghiaccio(2)
- Neil Nicholson, ex hockeista su ghiaccio e allenatore di hockey su ghiaccio canadese (St. John, n. 1949)
- Neil Petruic, ex hockeista su ghiaccio canadese (Regina, n. 1982)

## Ingegneri(1)
- Neil Oatley, ingegnere britannico (n. 1954)

## Judoka(1)
- Neil Eckersley, ex judoka britannico (Bolton, n. 1964)

## Matematici(2)
- Neil Sloane, matematico britannico (Beaumaris, n. 1939)
- Neil Trudinger, matematico australiano (Ballarat, n. 1942)

## Medici(3)
- Neil Arnott, medico scozzese (Arbroath, n. 1788 - Londra, † 1874)
- Neil Ferguson, medico e epidemiologo britannico (Whitehaven, n. 1968)
- Neil Hamilton Fairley, medico e militare australiano (Inglewood, n. 1891 - Sonning, † 1966)

## Mezzofondisti(1)
- Neil Gourley, mezzofondista britannico (n. 1995)

## Musicisti(1)
- Neil Kernon, musicista e produttore discografico britannico (Londra)

## Nuotatori(3)
- Neil Brooks, ex nuotatore australiano (Crewe, n. 1962)
- Neil Cochran, ex nuotatore britannico (Torphins, n. 1965)
- Neil Walker, ex nuotatore statunitense (Verona, n. 1976)

## Pianisti(2)
- Neil Ardley, pianista, compositore e scrittore inglese (Wallington, n. 1937 - Milford, † 2004)
- Neil Cowley, pianista e compositore britannico (Londra, n. 1972)

## Piloti motociclistici(1)
- Neil Hodgson, pilota motociclistico britannico (Burnley, n. 1973)

## Politici(5)
- Neil Abercrombie, politico statunitense (Buffalo, n. 1938)
- Neil Costa, politico e avvocato britannico (Gibilterra)
- Neil Goldschmidt, politico e avvocato statunitense (Eugene, n. 1940 - Portland, † 2024)
- Neil Kinnock, politico britannico (Tredegar, n. 1942)
- Neil Parish, politico britannico (Bridgwater, n. 1956)

## Produttori discografici(3)
- Neil Davidge, produttore discografico britannico (Bristol, n. 1962)
- Neil Dorfsman, produttore discografico statunitense (n. 1952)
- Mad Professor, produttore discografico inglese (Georgetown, n. 1955)

## Produttori televisivi(1)
- Neil Goldman e Garrett Donovan, produttore televisivo e sceneggiatore statunitense

## Registi(4)
- Neil Burger, regista, sceneggiatore e produttore cinematografico statunitense (Greenwich, n. 1962)
- Neil Jordan, regista, sceneggiatore e produttore cinematografico irlandese (Sligo, n. 1950)
- Neil LaBute, regista, sceneggiatore e drammaturgo statunitense (Detroit, n. 1963)
- Neil Marshall, regista, sceneggiatore e montatore inglese (Newcastle upon Tyne, n. 1970)

## Rugbisti a 15(6)
- Neil Back, ex rugbista a 15 e allenatore di rugby a 15 britannico (Coventry, n. 1969)
- Neil Best, rugbista a 15 nordirlandese (Belfast, n. 1979)
- Neil Francis, ex rugbista a 15 e giornalista irlandese (Dublino, n. 1964)
- Neil Jenkins, ex rugbista a 15 e allenatore di rugby a 15 britannico (Church Valley, n. 1971)
- Neil de Kock, ex rugbista a 15 sudafricano (Città del Capo, n. 1978)
- Neil McCarthy, ex rugbista a 15, allenatore di rugby a 15 e dirigente sportivo britannico (Slough, n. 1974)

## Scrittori(3)
- Neil Forsyth, scrittore e giornalista scozzese (Dundee, n. 1978)
- Neil Gaiman, scrittore, fumettista e giornalista britannico (Portchester, n. 1960)
- Neil Paterson, scrittore, sceneggiatore e giornalista britannico (Greenock, n. 1916 - Crieff, † 1995)

## Sociologi(1)
- Neil Postman, sociologo statunitense (New York, n. 1931 - New York, † 2003)

## Tastieristi(1)
- Neil Cockle, tastierista e compositore britannico (Londra, n. 1953)

## Tennisti(2)
- Neil Borwick, ex tennista australiano (Redcliffe, n. 1967)
- Neil Broad, ex tennista sudafricano (Città del Capo, n. 1966)

## Tenori(1)
- Neil Shicoff, tenore statunitense (New York, n. 1949)

## Vescovi cattolici(1)
- Neil Sebastian Scantlebury, vescovo cattolico barbadiano (Bridgetown, n. 1965)

## Senza attività specificata(1)
- Neil Corbould, effettista britannico (Londra, n. 1962)